# Левина, Ольга Вадимовна
О́льга Вади́мовна Ле́вина (род. 23 октября 1961, Харьков) — советская украинская спортсменка (международные шашки). Четырёхкратная чемпионка мира (1981, 1987, 1989, 1993), в том числе в 1989 — со стопроцентным результатом (выиграла все партии в турнире по круговой системе), трёхкратная чемпионка СССР (1981, 1984, 1987).

## Личная жизнь
Дочь известного поэта Вадима Левина.
С золотой медалью окончила физико-математическую школу № 27 Харькова. С красным дипломом завершила обучение на механико-математическом факультете Харьковского госуниверситета.
С 1995 года проживает в Хайфе (Израиль). Сертифицированный тренер по НЛП, мастер-учитель холодинамики, традиционный мастер Рэйки, создатель Школы-мастерской личного развития и ведущая ряда тренинговых программ.

## Спортивная карьера
Международный гроссмейстер, заслуженный мастер спорта СССР (1988). Первый тренер — Владимир Иванович Харько, Виктор Борисович Добрынин, затем Матвей Леонтьевич Ашбель, на профессиональном уровне перенял эстафету Зиновий Исаакович Цирик, доведя её до звания лучшей на планете, затем чемпионке в матчах за мировую корону помогали тренеры и секунданты Александр Могилянский (1982), Александр и Вадим Вирные (1984—1988 года), Алексей Безвершенко (1990).
С 1988 года я тренировалась самостоятельно, без постоянного тренера.

### Результаты на чемпионатах мира по международным шашкам
| Год  | Место проведения | Турнир/Матч         | Результат | Место |
| ---- | ---------------- | ------------------- | --------- | ----- |
| 1981 | Рига             | Турнир              | 6+ 2= 1-  | 1     |
| 1982 | Москва           | Матч с Е. Альтшуль  | 1+ 8= 3-  | 2     |
| 1983 | Сандомир         | Турнир              | 8+ 2= 1-  | 2     |
| 1984 | Таллин           | Матч с Е. Альтшуль  | 0+ 6= 3-  | 2     |
| 1986 | Канны            | Турнир              | 8+ 4= 1-  | 4     |
| 1987 | Минск            | Турнир              | 9+ 4= 0-  | 1     |
| 1988 | Ялта             | Матч с З. Садовской | 0+ 7= 3-  | 2     |
| 1989 | Росмален         | Турнир              | 11+ 0= 0- | 1     |
| 1990 | Пицунда          | Матч с З. Садовской | 0+ 7= 3-  | 2     |
| 1993 | Брюнсум          | Турнир              | 6+ 5= 0-  | 1     |
| 1995 | Бамако           | Турнир              | 2+ 9= 2-  | 6     |